# Baccaurea trigonocarpa
Baccaurea trigonocarpa är en emblikaväxtart som beskrevs av Elmer Drew Merrill. Baccaurea trigonocarpa ingår i släktet Baccaurea och familjen emblikaväxter. Inga underarter finns listade i Catalogue of Life.